# 大地测量坐标系
大地测量坐标系是在大地测量过程中，由于需要不同而建立的不同坐标系。

## 常用大地测量坐标系统
- 大地坐标系
  - 由大地纬度、大地经度和大地高所构成的坐标系统为大地坐标系。
- 空间直角坐标系
  - 其为坐标原点位于总地球椭球质心，X轴，Y轴，Z轴所组成的笛卡儿坐标系。Z轴于地球平均自转轴重合，X轴指向平均自转轴于平均格林尼治天文台所决定的子午面与赤道面的焦点，Y轴方向与X轴和Z轴所组成的平面垂直，且指向为东。
- 天文坐标系
  - 以铅垂线为依据，由天文纬度和天文经度所构成的坐标系统。
- 子午面直角坐标系
  - 以一点的所在的子午圈椭圆中心为原点，建立，x、y平面直角坐标系。则该点坐标用该点的大地经度与其在上述的平面直角坐标系中的x、y坐标表示。
- 地心纬度坐标系
  - 以一点的大地经度、地心纬度和向径所组成的坐标系。
- 归化纬度坐标系
  - 以一点的大地经度、归化纬度所组成的坐标系。
- 站心地平坐标系
  - 以测站法线和子午线方向为依据建立的坐标系。
- 建筑物坐标系
  - 以建筑物的两条相互垂直的标志线的起点为零点，建立的坐标系。

## 坐标系之间的转换
- 子午面直角坐标系和大地坐标系的转换
  - {\displaystyle x={\frac {acosB}{\sqrt {1-e^{2}sin^{2}B}}}}

- - {\displaystyle y={\frac {a(1-e^{2})sinB}{\sqrt {1-e^{2}sin^{2}B}}}}

式中，a为地球椭球的长半轴，e为地球椭球的第一偏心率 {\displaystyle e={\frac {\sqrt {a^{2}-b^{2}}}{a}}}，B为大地纬度。
- 子午面直角坐标系和归化纬度坐标系的转换
  - {\displaystyle x=acosu}

- - {\displaystyle x=bcosu}

a、b为地球椭球的长、短半轴，u为归化纬度。
- 空间直角坐标系与子午面直角坐标系的转换
  - {\displaystyle X=xcosL}

- - {\displaystyle Y=xsinL}

- - {\displaystyle Z=y}

L为大地经度。
- 空间直角坐标系同大地坐标系的转换

- - {\displaystyle X={\frac {acosB}{\sqrt {1-e^{2}sin^{2}B}}}cosL}

- - {\displaystyle Y={\frac {acosB}{\sqrt {1-e^{2}sin^{2}B}}}sinL}

- - {\displaystyle Z={\frac {bsinB}{\sqrt {1+e'^{2}cos^{2}B}}}}

e'为椭圆的第二偏心率 {\displaystyle e'={\frac {\sqrt {a^{2}-b^{2}}}{b}}}，B为大地纬度，L为大地经度，a、b分別为地球椭球的长、短半轴。
- 空间直角坐标系同归化纬度坐标系的转换

- - {\displaystyle X=acosucosL}

- - {\displaystyle Y=acosusinL}

- - {\displaystyle Z=bsinu}

u为归化纬度，L为大地经度